# Салігаскарова Магафура Галіуллівна
Магафура Галіуллівна Салігаскарова (башк. Мәғәфүрә Ғәлиулла ҡыҙы Сәлиғәскәрова; 20 листопада 1922—7 жовтня 2015) — башкирська оперна співачка (меццо-сопрано). Заслужена артистка Башкирської АРСР(1949) і РРФСР (1955), Народна артистка Башкирської АРСР (1951) і РРФСР (1957).

## Біографія
Салігаскарова Магафура Галіуллівна народилася 20 листопада 1922 року в селі Іхсаново Белебеєвського кантону Башкирської АРСР.
З 1938 року була артисткою хору.
У 1938—1972 рр. працювала в Башкирському державному театрі опери та балету.
У 1941—1942 рр. займалася в Башкирській оперній студії Московської консерваторії, де навчалася паралельно з роботою в театрі. Брала уроки вокалу у викладача Уфимського музичного училища Римми Лазарівни Фішер.
У 1947 році брала участь у Всеросійському огляді театральної молоді і була удостоєна першої премії за виконання Хабанери з опери «Кармен». Після, стала лауреатом Всесвітнього фестивалю демократичної молоді і студентів у Празі.
Член КПРС з 1953 року. Депутат Верховної Ради РРФСР III скликання.

## Творчість
У театрі дебютувала в партії Ольги в опері «Євгеній Онєгін» П. І. Чайковського в сезоні 1941/42. Стала однією з провідних солісток оперного театру. Однією з найкращих партій Магафури Галіуллівни була Кармен в однойменній опері Жоржа Бізе. У концертному репертуарі співачки арії та романси зарубіжних, російських і башкирських композиторів, а також народні пісні.
Виконала понад 20 партій:
- Ольга, Няня («Євгеній Онєгін»), Кохання («Мазепа»), Поліна («Пікова дама», все — П. І. Чайковського);
- Нэркэс («Акбузат» Г. Ш. Заїмова, А. Е. Спадавеккиа);
- Любаша («Царська наречена» Н. А. Римського-Корсакова);
- Яубике («Шаура»), Кюнбике («Салават Юлаєв», обидві — З. Г. Ісмагілова);
- Кончаківна («Князь Ігор» О. П. Бородіна);
- Амнеріс («Аїда»), Азучена («Трубадур», обидві — Дж. Верді);
- Тугзак («Алтынсэс» Н. Г. Жиганова);
- Ксенія («Тихий Дон» І. І. Дзержинського);
- Уляна («Молода гвардія» Ю. С. Мейтуса);
- Айхылу («Хакмар» М. М. Валєєва);
- Яланбіке («Дауыл» Р. А. Муртазіна).